# Jaim Soloveitchik
Jaim Soloveitchik (1853-1918) (en yidis: חיים סאלאווייטשיק) fue un famoso rabino y erudito talmúdico, y el fundador de un sistema de estudio del Talmud babilónico llamado método Brisk.

## Biografía
El rabino nació en Valózhyn, Bielorrusia en 1853, donde su padre, el Rabino Yosef Dov Soloveitchik (el Beis Halevi), fue profesor en la famosa Yeshivá de Volozhin. Unos años después, su padre fue nombrado rabino en Slutsk, donde el joven Jaim fue educado. Cuando Jaim era joven su talento fue reconocido. Después de ser profesor durante varios años en la Yeshivá de Volozhin, Jaim Soloveitchik aceptó un puesto de Rabino en Brest, Bielorrusia, una ciudad que formaba parte del Imperio ruso. Jaim era un miembro de la dinastía rabínica de la familia Soloveitchik.

## Método
El sistema Brisk es un método de estudio reduccionista, en contraste con otros métodos de estudio del Talmud babilónico que parten de un enfoque más holístico.